# Тамзін Мерчант
Тамзін Мерчант (англ. Tamzin Merchant; нар. 4 березня 1987, Сассекс, Велика Британія) — англійська акторка, відома ролями в фільмах «Гордість і упередження», «Джейн Ейр», серіалах «Тюдори», «Салем».

## Життєпис
Тамзін Мерчант народилася в Сассексі, Велика Британія, певний час вона жила в Дубаї, ОАЕ. Тамзін навчалася в Windlesham House School, а також була студенткою Брайтонського коледжу. Крім того, навчалася в Homerton College, Кембрідж.
До вересня 2013 протягом двох років мала стосунки з англійським актором Фредді Фоксом.

## Кар'єра
Тамзін Мерчант дебютувала на великому екрані в 2005, виконавши роль сестри містера Дарсі Джорджіани в екранізації однойменного роману Джейн Остін «Гордість і упередження». Вона приєдналась до третього сезону історичного телесеріалу «Тюдори», зігравши Катерину Говврд, п'яту дружину Генріха VIII.
У 2009 було оголошено, що акторка гратиме Дейнеріс Таргарієн в серіалі «Гра престолів» за романом Джорджа Мартіна «Пісня льоду й полум'я». У квітні наступного року стало відомо, що акторка була замінена.
У стрічці 2011 «Джейн Ейр» Мерчант виконала роль двоюрідної сестри головної героїні Мері Ріверс. У 2014 акторка була залучена в телепроєкт «Салем». У фільмі жахів 2015 року «Посланець» Мерчант виконала роль вдови Сари. У наступному році вона зіграла Кейт у біографічній стрічці «Танцівниця».

## Фільмографія
| Рік       |    | Українська назва                                     | Оригінальна назва                     | Роль           |
| --------- | -- | ---------------------------------------------------- | ------------------------------------- | -------------- |
| 2005      | ф  | Гордість і упередження                               | Pride & Prejudice                     | Джорджіана     |
| 2005      | тф | Моя родина та інші звірі                             | My Family and Other Animals           | Марго Даррелл  |
| 2006      | тф | Гарне керівництво по веденню домашнього господарства | The Good Housekeeping Guide           | Сара Фокс      |
| 2006      | с  | Лондонський шпиталь                                  | Casualty 1906                         | Іствуд         |
| 2008      | ф  | Радіо Кейп-Код                                       | Radio Cape Cod                        | Анна           |
| 2008      | с  | Розкопки                                             | Bonekickers                           | Гелена         |
| 2009      | ф  | Принцеса Каюлані                                     | Princess Ka'iulani                    | Рахав          |
| 2009—2010 | с  | Тюдори                                               | The Tudors                            | Кетрін Говард  |
| 2011      | ф  | Джейн Ейр                                            | Jane Eyre                             | Мері Ріверс    |
| 2011      | ф  | Червона фракція: Походження                          | Red Faction: Origins                  | ЛІра           |
| 2011      | с  | Наслідки                                             | DCI Banks                             | МІранда Асперн |
| 2012      | с  | Таємниця Едвіна Друда                                | The Mystery of Edwin Drood            | Роза Бад       |
| 2013      | тф | По той бік убивства                                  | Murder on the Home Front              | Моллі Купер    |
| 2014      | ф  | Копенгаген                                           | Copenhagen                            | Сандра         |
| 2014      | кф | Купідон несе зброю                                   | Cupid Carries a Gun                   |                |
| 2014—2017 | с  | Салем                                                | Salem                                 | Енн Гейл       |
| 2015      | кф | Давай розійдемось по-доброму                         | Let Me Down Easy                      | Ада            |
| 2015      | ф  | Серце дракона 3: Прокляття чародія                   | Dragonheart 3: The Sorcerer's Curse   | Рону           |
| 2015      | ф  | Посланець                                            | The Messenger                         | Сара           |
| 2016      | ф  | Танцівниця                                           | La danseuse                           | Кейт           |
| 2017      | с  | Супердівчина                                         | Supergirl                             | Ліра           |
| 2017      | ф  | Серце дракона: Битва за Вогняне серце                | Dragonheart: Battle for the Heartfire | королева Рону  |
| 2017      | кф | Американська різанина                                | American Carnage                      | Фейт           |
| 2018      | ф  |                                                      | MSND - A Midsummer Night's Dream      | Гелена         |